# Добантон, Луи Жан Мари
Луи Жан Мари Добанто́н (фр. Louis Jean-Marie D’Aubenton, также Daubenton; 29 мая 1716, Монбар — 1 января 1800, Париж) — французский натуралист.
Член Парижской академии наук, Лондонского королевского общества (1755), почётный член Петербургской академии наук (1776).
Особенно известен как главный сотрудник в 1749—1767 годах «Естественной Истории» Бюффона, в которой поместил обширные анатомические исследования, замечательные по своей точности; дал сравнительно-анатомическую характеристику 182 видов млекопитающих, из которых свыше 50 были препарированы впервые; 7 видов летучих мышей до того не были известны.
Добантон применял метод сравнения одних и тех же органов, а также скелетов у различных животных. Кроме того, занимался акклиматизацией домашних животных, вывел новую породу мериносовых овец; автор руководства по овцеводству (1782).
После смерти Бюффона (1788) был профессором Сада растений (Jardin des Plantes) в Париже, в этой должности и умер.

В парижском Акклиматическом саду (Jardin d’acclimatation) ему воздвигнута мраморная статуя.